# Sete colinas de Roma

Mapa esquemático com as sete colinas de Roma

Roma foi fundada em 753 a.C. sobre uma das Sete Colinas: (Capitólio, Quirinal, Viminal, Esquilino, Célio, Aventino e Palatino) que rodeavam a comunidade primitiva. Outras colinas de Roma são a Pinciana, Janículo, e Vaticano.

## Cristianismo
As sete colinas são citadas na Bíblia cristã, no livro do Apocalipse, como os "sete montes em que a besta está assentada".
Aqui é preciso ter inteligência para entender: as sete cabeças são sete montes, sobre os quais a mulher está assentada. São também sete reis.  Cinco já caíram, um existe, e o outro ainda não veio; mas, quando vier, ficará por pouco tempo. (Apocalipse 17,9-10,)
Tal referencia se faz devido ao período de perseguições aos cristãos, infligido pelo Império Romano durante os primeiros séculos até o ano de 313 d.C com o Édito de Milão.

## Quirinal
Quirinal deriva do nome Quirino, um nome alternativo para o personagem Rômulo, cofundador mítido de Roma.